# La Roche-Rigault
La Roche-Rigault é uma comuna francesa na região administrativa da Nova Aquitânia, no departamento de Vienne. Estende-se por uma área de 25,64 km². Em 2010 a comuna tinha 590 habitantes (densidade: 23 hab./km²).